# Gâștele Capitoliului

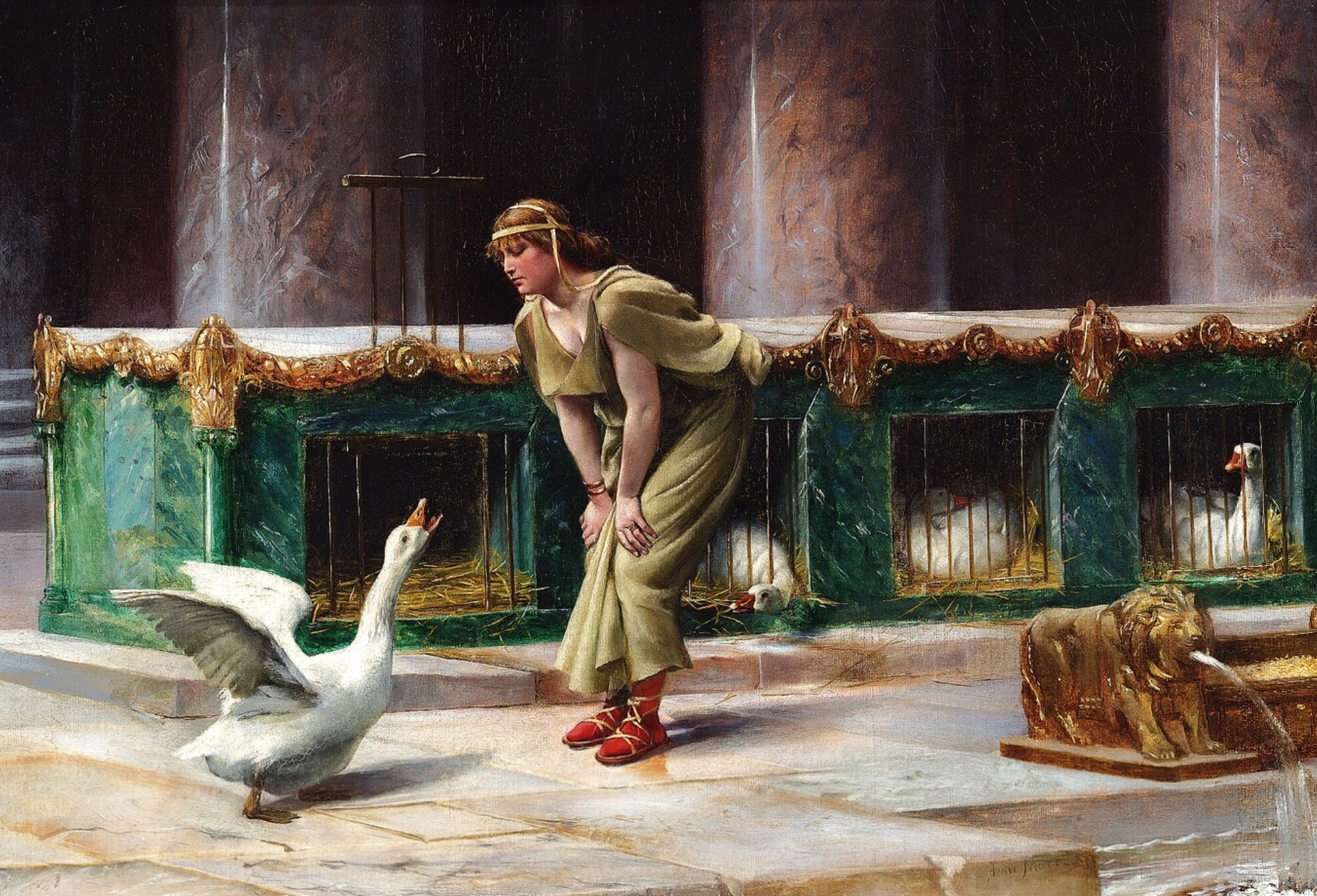
Gâștele Capitoliului, pictură de Henri-Paul Motte (1846-1922)

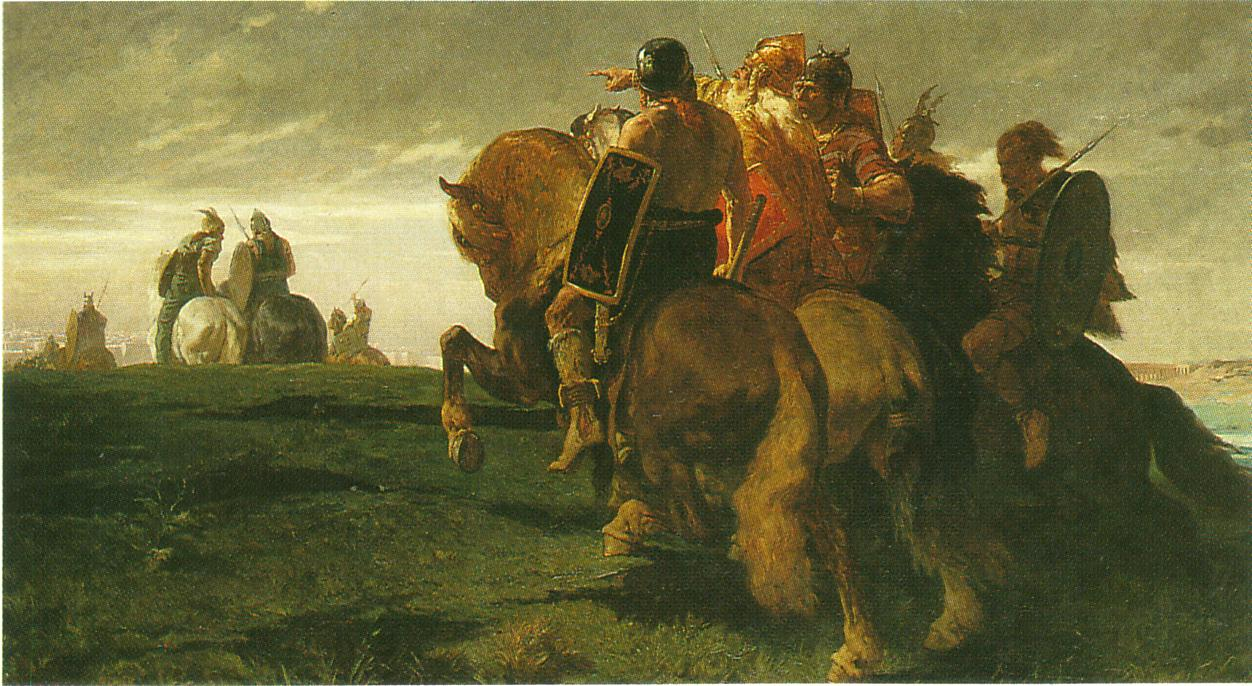
Gali zărind Roma
(Ulei pe pânză de Évariste-Vital Luminais. Musée des Beaux-Arts de Nancy / Muzeul de Artă din Nancy).

Episodul gâștelor Capitoliului desemnează un eveniment istoric mitificat, în care gâștele sacre ale Capitoliului din Roma ar fi dat alarmă și ar fi asigurat, astfel, romanilor, o victorie militară asupra galilor.
Spre anii 390 î.Hr., gali, originari din actuala regiune franceză Bourgogne, au invadat nordul Italiei și au decimat armata romană. Ei au reușit primul jaf al Romei. Episodul este povestit de Polybius, Diodor din Sicilia și Titus Livius. 

## Între istorie și legendă
Pentru Nicholas M. Horsfall, acest episod al istoriei romane ar fi marcat într-un mod inextricabil de legendă, de apologii ale familiilor și de transferuri din istoria greacă. Numele căpeteniei galilor, Brennus, este probabil împrumutat de la cel al căpeteniei celților care au invadat Grecia în 280 î.Hr. / 279 î.Hr. Dacă, în legendă, Capitoliul este salvat de vigilența gâștelor, asediul Romei nu va fi ridicat, în realitate, decât după ce un atac al venetilor i-au constrâns pe gali să trateze cu romanii. Ansamblul povestirii este centrat în jurul plății răscumpărării, moment puțin glorios pentru romani, aurul galic și construcția Templului Iunonei Moneta care luminează ansamblul episodului. 
Iată întâmplarea repovestită de Lhomond :
| În latină : „[…] in summum saxum evaserunt tanto silentio ut non solum custodes fallerent, sed ne canes quidem, sollicitum animal, excitarent. Anseres non fefellere, quibus in summa inopia Romani abstinuerant, quia aves erant Junoni sacrae; quae res Romanis saluti fuit. Namque clangore anserum alarumque crepitu excitus, Manlius, vir bello egregius, ceteros ad arma vocans, Gallos ascendentes dejecit. Unde mos iste incessit ut solemni pompa canis in furca suffixus feratur; anser vero velut triumphans in lectica gestetur.” |  | În română: „Ei ajung în vârful stâncii într-o așa liniște încât nu numai că au înșelat gărzile, dar nu au trezit nici măcar câinii, animal neliniștit. Dar ei nu au înșelat gâștele, pe care romanii le cruțaseră în ciuda foametei extreme, deoarece acestea erau gâștele consacrate Iunonei; ceea ce i-au salvat pe romani. Într-adevăr, trezit de strigătul și de bătăile din aripi ale gâștelor, Manlius, luptător remarcabil, chemându-i pe ceilalți să ia armele, i-a împins în prăpastie pe galii care urcau. De aici vine obiceiul de a purta într-o procesiune solemnă un câine fixat de o furcă, în timp ce o gâscă este purtată triumfal, pe o lectică echipată cu o cuvertură.” |

## Context
În 390 î.Hr., galii ajung în fața orașului etrusc Clusium (astăzi Chiusi), care era în sfera de influență romană. Roma trimite o ambasadă însărcinată cu medierea. Dar ambasadorii violează neutralitatea intervenind cu armele împotriva galilor, care cer despăgubiri Romei. În fața refuzului său, galii se îndreaptă spre Roma. Armata romană se îndreaptă spre ei și ia poziție, în fața localității Veius, lângă pârâul Allia. Nu a avut loc nicio luptă. Înspăimântați de strigătele galilor și surprinși de impetuozitatea lor, trupele romane se împrăștie în dezordine și caută, în mare grabă, un adăpost în Roma sau în orașele învecinate.

## Jefuirea Romei de către gali
Restul soldaților prezenți la Roma s-au baricadat în Capitoliu, lăsând femeile, bătrânii și copiii în oraș la discreția « barbarilor » care i-au masacrat sub ochii lor. Baricadații i-au văzut pe gali și incendiindu-le templele.
În timpul nopții, asediatorii au încercat să escaladeze incognito zidurile citadelei, însă gâștele sacre ale Iunonei i-au împiedicat făcând gălăgie. Trezit fiind de gălăgia gâștelor, un civil onorabil, fost consul al orașului, Manlius, i-a alertat pe soldații romani care i-au respins pe invadatori aruncându-i peste ziduri.
Brennus, căpetenia galilor, conducea asediul Romei. Romanii, flămânzi, i-au cerut acestuia să-și trimită trupele în afara orașului. Brennus a acceptat, dar le-a cerut în schimb o foarte mare sumă de aur.
Tranzacția a avut loc în afara zidurilor orașului: câteva greutăți au fost așezate pe un taler al unei balanțe, iar, pe celălalt taler, romanii și-au depus aurul lor, până când au descoperit că o placă groasă de plumb lesta unul dintre talerele balanței. Romanii au strigat la vederea fraudei și i-au cerut lui Brennus / Brennos să scoată imediat placa de plumb.
Acesta, ieșindu-și din fire, și-a aruncat spada peste greutăți și a urlat fraza devenită, de atunci, celebră: « Vae victis! » (în română: « Vai de cei învinși! »).

## Gâștele Capitoliului și cultul
Potrivit legendei, gâștele sacre ale Capitoliului au dat alerta, salvând orașul de invazia galilor conduși de Brennos.
Aceste gâște erau consacrate cultului Iunonei. După acest episod, templul Iunonei a fost denumit Templul Iunonei Moneta. În latină moneo, monere: „a avertiza” , iar moneta: „cea care avertizează”.
În acest templu era instalat atelierul în care au fost bătute primele monede romane, denumirea de « monedă » provenind de la Templul Iunonei Moneta.
Gâștele consacrate Iunonei au fost întreținute de stat, cel puțin de la acest eveniment, pe Capitoliu, sub responsabilitatea cenzorilor. Pentru comemorarea acestui eveniment, romanii organizau o procesiune anuală, în care o gâscă sacră era transportată pe o litieră luxoasă. În schimb, câinii erau răstigniți de vii pe stâlpi de soc, de-a lungul traseului. Pentru antici, câinii plăteau astfel pentru neglijența lor de a nu fi lătrat când Capitoliul era amenințat.

## Interpretarea ritualului
Semnificația originală ale acestui ritual surprinzător a fost pusă în legătură cu simbolismul respectiv al celor două specii animale implicate. În lumea romană și, în general, în lumea indo-europeană, câinele simbolizează ghinionul, eșecul, neglijența și moartea. Pe de altă parte, gâsca sălbatică reprezintă revenirea anuală a Soarelui. Ritualul ar fi o reinterpretare a unei sărbători de sfârșit de seceriș pentru obținerea unei recolte bogate în care simbolul vieții și vigilența au prioritate în fața lâncezelii și morții. Se pare că ritualul exista anterior faptelor care sunt chemate să-l justifice.

## Articole conexe
- Roma antică
- Templul Iunonei Moneta
- Celți